# Bisdom Nashik
Het bisdom Nashik (Latijn: Dioecesis Nashikensis) is een rooms-katholiek bisdom met als zetel Nashik, in India. Het bisdom is suffragaan aan het aartsbisdom Bombay. 

## Geschiedenis
Het bisdom werd opgericht op 15 mei 1987, uit delen van het bisdom Poona.

## Parochies
Het bisdom had in 2021 een oppervlakte van 57.532 km2 en telde 3.227.300 inwoners waarvan 2,3% rooms-katholiek was.

## Bisschoppen
- Thomas Bhalerao (15 mei 1987 - 31 maart 2007)
- Felix Anthony Machado (16 januari 2008 - 10 november 2009; aartsbisschop op persoonlijke titel)
- Lourdunada Daniel (11 november 2010 - 30 december 2023)
- Barthol Barretto (30 december 2023 - heden)

Bombay (aartsbisdom) · Kalyan (Syro-Malabar) · Nashik · Poona · Vasai